# Хронология истории Находки
Список дат в истории города Находки в Приморском крае России.

## XIX век

### 1850-е годы
- 1856 — согласно французскому изданию 1862 года, английский винтовой корвет «Хорнет[англ.]»[1] (переводится как «Шмель»[2]) под командованием Ч. К. Форсайта в июле 1856 года[3] дал название бухте — гавань Фримен[4] (port Freeman). Тогда же англичане дали названия рядом расположенному заливу — Хорнет (по другим сведениям — английским кораблём «Барракуда» 21 августа 1855 года[5])[6].
- 1859 — 18 июня русский пароходо-корвет «Америка» открыл бухту Находка, в тот же день в вахтенном журнале «Америки» было засвидетельствовано два селения на правом и левом берегу бухты[7]; на карте обозначена пристань лодок на мысе Астафьева[8].

### 1860-е
- 1863 — команда британского судна была нанята для вырубки древесины в гавани Нухукай (Noohookai Harbour) в заливе Хорнет[9].
- 1864 — в глубине бухты основан военный пост из одного унтер-офицера и четырёх рядовых[10]. 
  - Рядом с постом пожелали поселиться из числа прибывших ссыльных из Сахалина четыре семьи и холостой Василий Непомнящих[11]. Эти крестьяне, вероятно, переселились на Сучан[12].
- 1865 — единственное документальное упоминание «деревни Находка» в метрической книге Успенской церкви Владивостока[13].
- 1866 — 2 октября в Находке зарегистрирован первый брак — Василия Непомнящих[11] (40 лет) с Марией Александровой (37 лет)[14].
  - 8 декабря в Находке зарегистрирована первая смерть: утонул находкинец Андрей Васильевич Аполонский (25 лет)[14].
- 1867 — и 1869 годах лейтенантом Старицким определён астрономический (обсервованный) пункт на первой от воды площадке холма на мысе Баснина, высотою 52 фута, с которой открывалась внутренняя сторона бухты; его координаты: 42°47′45″ с. ш. 132°52′40″ в. д.HGЯO[15].
  - По Высочайшему повелению 3 июля 1867 года учреждено Сибирское удельное управление, местом пребывания коего назначена бухта Находка[16].
  - В декабре среди манз, живших в окрестностях бухты Находка и на Сучане, начались беспорядки[17]. После начала так называемой «манзовской войны» китайцы предприняли попытку захватить Находку, нападение было отражено вооружённым отрядом К. С. Старицкого[18].
- 1868 — весной и летом правитель манз Ли Гуй неоднократно появлялся в Находке для осмотра отрядов манз и тазов, прибывавших с северных речек[19].
  - с 3 мая по 11 июня, во время «манзовской войны», пост в Находке из 35 солдат был убежищем для жителей русских сёл[20]: крестьяне укрывались в Находке с ценным имуществом и скотом[21]
- 1869 — 30 апреля в бухту Находка на пароходе «Находка» прибыли переселенцы из Финляндии[22]. 
  - В конце года О. В. Линдгольм напротив фактории[23] построил жилой дом, который был назван «дача Находка»[24].

### 1870-е
- 1870 — в Находке нагружали углём корабли, которые ходили в Китай[25].
- 1871 — к 1 января по берегам бухты Находка и по реке Сучан проживало 500 корейцев, состоявших главным образом из женщин и осиротевших детей[26].
  - 6 апреля в Находке от полученной травмы умер Г. В. Фуругельм[27].
  - 24 июля 1871 года факторию на шхуне «Восток» посетил в качестве начальника этнографической экспедиции архимандрит Палладий[24].
- 1872 — гавань Находка у манзов, туземцев края, считается лучшим местом ловли морской капусты[10].
- 1873 — «в гавани Находка была размещена гидрографическая часть с целью наблюдения за погодой и изучения гидрографического состояния бухты Находка для дальнейшего использования»[28]. Станция оборудована рефрактором от Пулковской обсерватории (1873)[29].
  - 25 мая завершилась передача морскому ведомству имущества Сибирского удельного ведомства, удельные чиновники отбыли через Сибирь в Петербург[30].
  - 14 августа 1873 года английский корабль «Dwarf» по пути из Японии, проходя российские владения, направился в гавань Находка. Здесь находилось небольшое русское военное поселение, состоявшее из двух офицеров и 50 человек, других поселенцев не было[31].
  - 16 августа в бухту Находка зашёл корвета «Витязь», командир которого сообщил, что бухта была покинута как русскими, так и манзами[30].
- 1877 — здания бывшей фактории стояли совершенно пустыми. В бухте Находка никто не жил. Для наблюдения за остатками строений было оставлено несколько матросов[32].

### 1880-е
- 1883 — залив Америка по изобилию морской капусты называлась китайцами Туне-хай-цао (бухта морской капусты)[33]. 
  - На берегах по всему заливу Америка, гавани Находка и острову Облизина разбросаны немногие фанзы и летние шалаши промышленников морской капусты[34].
  - Гавань Находка — центр капустного лова[35].
- 1884 — местность в бухте Находка носила название Тунхатау[36].
- 1887 — сообщение газеты «Владивосток» от 16 августа: «По приходе в бухту Находка для его императорского высочества была устроена судовыми средствами облава на оленей». После охоты великий князь отправился в деревню Владимировку[37].
- 1889 — лейтенантом Андреевым определён астрономический пункт на мысе Астафьева, в 289 саженей на юго-запад от его северной оконечности, его координаты: 42°48′28″ с. ш. 132°54′39″ в. д.HGЯO[38].

### 1890-е
- 1891 — из Владимиро-Александровского до бухты Находка с привлечением корейских рабочих проведена колёсная дорога длиною 24 версты[39].
  - В журнале «Нива» был опубликован рассказ с описанием развалин бывшей фактории в бухте Находка[40][41][42].
  - Согласно отчётам о промыслах крабов 1891 года, в бухте Находка ловлей краба промышляли пять корейцев[39].
- 1893 — в июне бухту посетил крейсер «Адмирал Корнилов», на борту которого находился военный губернатор Приморской области П. Ф. Унтербергер, в бухте проведены гидрографические исследования[43].
- 1894 — в тихой бухте Находка теснились манзовские склады морской капусты[44]. 
  - Уголь от сучанского Рудника доставлялся крестьянами до Владимировки, где он сваливался на берег Сучана[45], откуда на манзовских шлюпках доставлялся в Находку, где снова сваливался[46].
- 1896 — с началом эксплуатации Сучанского угольного месторождения возникла проблема загрязнения моря; генерал-губернатор Приморской области принял указ «О воспрещении складирования угля на берегу бухты Находка, во избежания засорения моря и уменьшения прибыли рыбачьим семействам»[47].
- 1897 — китайские поселения по берегу моря у бухты Находка по статистическим данным (на основании данных специальной разработки материала переписи 1897 года)[48]. 
  - Владелец морского пароходства М. Г. Шевелёв для надобностей пароходства построил на северном берегу бухты деревянное здание, служившее морским вокзалом и складом для грузов. Рядом с постройкой Шевелёва китайцы открыли два магазина[39].
- 1898 — в разных местах бухты располагались китайские и корейские промышленники, единственным признаком посещаемости берегов бухты русскими служило деревянное здание пароходства Шевелёва[43].
- 1899 — осенью в вершине бухты Находка обосновался владивостокский купец А. К. Вальден, который основал здесь скотоводческую ферму в 40 голов скота[28]. Прежде Вальден уже проживал в фактории Находка и знал эти места[13].

## XX век

### 1900-е
- 1900 — из обращения «Первого сельскохозяйственного Товарищества на Сучане» его члены отгоняли скот для пастьбы на «Находку», «местность на Находке» была удобной, защищённой сопками от моря для пчеловодства и огородов[13].
- 1905 — 29 апреля в бухту вошли подводные лодки «Дельфин» и «Сом», которые вставали на якорь у дачи Линдгольма[49].
- 1906 — в бухте Находка появился хутор Зорька, рядом с ним была пристань[50].
- 1907 — летом на берегах реки Каменки переселенцами из Черниговской губернии образована деревня Американка [51].
- 1908 — с мая Министерство торговли заключило договор с пароходством Г. Г. Кейзерлинга на содержание грузопассажирских линий, линию между Владивостоком и Находкой обслуживало судно «Сибирь»[52]. 
  - В том году японцы вели незаконный промысел рыбы в бухте Находка[53].
- 1909 — 2 мая в бухте Находка образован таможенный пост[52].

### 1910-е
- 1910 — 31 октября упоминается «Находка — посёлок при пароходной пристани»[50]. 
  - По сообщению «Спутника по Дальнему Востоку» (1910) на берегу бухты вблизи мыса Астафьева ютились фанзы китайцев, занимавшихся рыбным, капустным и трепанговым промыслами. Несколько далее, на том же берегу бухты, располагались дачные постройки владивостокского купца Линдгольма[54].
- 1911 — 1 октября на совещании под председательством управляющего Государственными имуществами Приамурского края при участии лесничего Сучанского лесничества рассматривался вопрос об образовании посёлка у пристани «Бухта Находка»[55].
- 1913 — из «Ведомости казённо-оброчных статей…»: образованный посёлок на берегу бухты Находка в заливе Америка предположительно назвать посёлком Находка[56].
- 1914 — в журнале «Юная Россия» о бухте Находка кратко сообщалось, что её берега «мало интересны и пустынны»[57].
- 1915 — в апреле «Товарищество Федечкин и Кº» в приспособленной фанзе на мысе Астафьева наладило первый выпуск крабовых консервов[58].
  - В том году таможенный пост преобразован в таможенную заставу, которая осуществляла надзор за рыбалками местных жителей[58].
- 1917 — на северном берегу бухты Находка расположен посёлок городского типа Находка[59]. В 1917/1918 году в районе улиц Ленинская — Седова находился хутор Цицевай[60]. 
  - Образован сельский совет деревни Американки[51].
- 1918 — из документа заведующего переселенческим делом в Приморском районе от 6 марта посёлок Находка образовался на усадебных оброчных участках, распланированных Управлением Государственных имуществ в 1912 году[61]. 
  - По сведениям за 1918 год вблизи посёлка по берегам бухты было расположено 7 хуторов, на побережье находилось около 200 инородческих фанз — рыбопромышленников[61].
  - Образовано Правление находкинского посёлка городского типа, председателем которого стал Давид Юдин[61].
- 1919 — весной деревня Американка была обстрелена артиллерийскими орудиями с английского крейсера «Кент». 22 апреля 1919 года члены сельского совета Американки расстреляны белогвардейцами[51].

### 1920-е
- 1920 — на берег залива Америка в районе пляжа «Волна» с парохода высадились японские солдаты, одетые в длинные шинели. Поначалу они обосновались жить на берегу моря, но из-за песчаных бурь переселились в бухту Находка[62].
  - Образована «Артель рыбаков при бухте Находка Сакнэ и др.»[63].
- 1921 — приблизительно в конце года японские солдаты ушли из Находки[62].
- 1923 — образован Американский сельский совет. Также образован корейский находкинский сельский совет[63].
- 1926 — по переписи на месте будущего города существовали: посёлок Находка I (бухта), Американка, посёлок База Дальлеса, Зорька. Среди хуторов Сучанского района за 1926 год имелся хутор Находка (Степановка)[63].
  - По ведомости об уловах рыбный участок у мыса Шефнера (арендовала владивостокская кооперация Примпромсоюз), у мыса Линдгольма — артель «Комсомолец», у мыса Среднего, в бухте Мусатова, у скалы Бахирева, у мысов Астафьева, Баснина, Шефнера — сельские общества Сучанского райкресткома[64].

### 1930-е
- 1931 — по воспоминаниям старожила Б. Романова, на месте площади горисполкома располагалась деревня Находка, в районе Пади Ободной было небольшое поселение крестьян-бедняков — деревня Американка. В посёлке Дальгосрыбтреста, располагавшегося на мысе Астафьева, жизнь была более оживлённой: там было больше молодёжи. Ещё одним обжитым уголком Находки была база «Дальлеса»: небольшое деревянное строение с конторой и мастерскими базы треста стояло в районе морвокзала на берегу круглого озера «пятачок»[65].
  - В бухте Находка велись работы изыскательской экспедиции гидрологов из Ленинграда и УПИТО Владивостока[66].
  - «Дальводстрой» проводил первую гидрогеологическую экспедицию для строительства торгового порта в бухте Находка[67].
- 1933 — началось строительство железнодорожной ветки «Сучан — бухта Находка»[68].
- 1934 — Дальневосточным пароходством был разработан первый проект строительства торгового порта (2-х грузовых районов — угольного и лесного) на берегу залива Находка с устья реки Сучан, позднее от этой идеи отказались[68].
  - 14 ноября был издан Приказ № 004 РВС МСДВ о формировании сводного отряда подводного плавания с местом базирования в бухте Находка[69].
- 1935 — весной начато строительство стадиона[70].
  - 1 мая от станции Гамарник на станцию Лацис пришёл первый поезд (в 1939 году переименована в станцию Находка)[70].
- 1939 — начало строительства порта[71]  — в районе ПСРЗ и Рыбстроя (Южный микрорайон)[66].
  - ГУЛАГу предписывалось перевести транзитные лагеря заключённых из Владивостока в бухту Находка, которые предполагалось использовать на строительстве[72].
  - Из Находки осуществлялось этапирование заключённых на Колыму[73].
  - В апреле первый заместитель наркома ВМФ Н. Г. Кузнецов вместе с членом Политбюро ЦК ВКП(б) А. А. Ждановым, который курировал вопросы Наркомата ВМФ, посетили бухту Находка, где предполагалось строительство нового торгового порта[74]. Осмотрев бухту, Жданов подытожил: «На этом месте будет прекрасный город-порт»[75].
  - В сентябре Томпанза ТСУ, Подгородный хутор и Ободная Падь на территории Американского сельского совета были ликвидированы как не имеющие жилых строений[76].
  - В октябре СНК СССР и ЦК ВКП(б) принял постановление «О переносе Владивостокского торгового порта в бухту Находка»[72].
  - 15 ноября был издан секретный приказ «по свёртыванию деятельности стройучастков и отделений, находящихся в черте г. Владивостока, перенос их в бухту Находка»[77].

### 1940-е
- 1940 — владивостокский пересыльный пункт Дальстроя был переведён в Находку[78].
  - 16 июня указом Президиума Верховного Совета РСФСР населённому пункту при бухте Находка Будённовского района присвоено наименование «рабочий посёлок Находка»[79].
  - 19 октября Президиумом Верховного Совета СССР был издан секретный приказ «О перебазировании Судремзавода из Владивостока в Находку»[80].
- 1941 — В условиях военного времени и осложнившейся геополитической ситуации с Японией, Приморское управление Дальстроя со всеми подразделениями были перебазированы из Владивостока в бухту Находка, где на баланс были приняты основные средства, материалы и временные постройки упразднённого строительства № 213[81].
- 1942 — развернулись строительные работы в Находкинском торговом порту[82].
- 1944 — возобновлено строительство порта[71].
- 1946 — в порту вступил в строй первый причал[71].
  - 26 июля взрыв парохода «Дальстрой» на мысе Астафьева: на землю пошёл дождь из капель мазута[83], 105 человек погибли[84].
  - 8 августа в 8 км от портовых сооружений взорвались склады взрывчатки[84] Дальстроя, располагавшиеся в подземных штольнях распадка у Сенного перевала[83].
- 1947 — Находка (бывший портопункт, приписанный к Владивостокскому порту[85]) была объявлена портом[71].
  - Прибытие русских репатриантов из Китая на турбоэлектроходе «Ильич», прибывшие были определены в города Сибири, Урала и центральной части России по их выбору[86].
  - В декабре Советом Министров СССР было принято постановление № 4039-1386с «О перенесении торгового и рыбного порта из Владивостока в бухту Находка»[87].
- 1948 — по воспоминаниям старожила З. Помниковой, началось строительство волнолома от Лисьего острова до Поворотного мыса, но проект не осуществился[88]. 
  - Начато строительство судоремонтного завода[89].
- 1949 — введён в действие Приморский судоремонтный завод[90].
  - В начале года появился первый пассажирский транспорт — грузотакси с «шашечками» на боку. Утверждено два маршрута: «РИК — Рыбстрой» и «РИК — Автобаза ДС»[91].
  - 30 августа Советом Министров РСФСР был утверждён[92] первый генеральный план посёлка Находка[93].
  - В ноябре—декабре для участия в строительных работах из западных областей страны в Находку приехало 4500 рабочих. Образован трест № 7, который начал строить жильё и объекты культурно-бытового назначения[71].

### 1950-е
- 1950 — в Находку переехал герой Советского Союза Б. С. Сидоренко, который возглавил лесозавод[94]. 
  - 18 мая указом Президиума Верховного Совета РСФСР Находкинский район был упразднён, образован город Находка краевого подчинения[95].
  - 23 мая постановлением Исполнительным комитетом Находкинского совета трудящихся было принято постановление № 155 об утверждении названий первых улиц города[96]: Центральная (ныне Гагарина), Находкинский проспект, Московская (ныне Ленинская), Лермонтова и Крылова[90].
  - 28 июня учреждена газета «Прибой» — печатный орган Находкинского горкома партии. 15 октября газета была переименована в «Сталинское знамя»[90].
  - 4 декабря постановлением Совета Министров СССР образован морской рыбный порт[90].
- 1951 — начал работу Находкинский судоремонтный завод[90][97].
  - 15 июня введена в эксплуатацию железнодорожная станция Каменка (ныне Бархатная)[90].
- 1953 — в связи с открытием города для посещения иностранцами был образован Находкинский отдел управления КГБ — крупнейший по численности штата и техническому оснащению в Советском Союзе после отдела КГБ города Сочи. О находкинском отделе отзывалась М. Тэтчер[98].
  - По генплану город делился на 5 жилых районов, закреплённых за профильными министерствами в зависимости от месторасположения промышленных объектов[99].
  - Дальневосточной археологической экспедицией ИИМК АН СССР производилось обследование в бухте Находка[100].
  - В мае к морвокзалу причалил теплоход «Адмирал Сенявин» с амнистированными заключёнными на борту. Сойдя на берег, пассажиры теплохода совершили нападения на прохожих, ограбили магазины и вступили в конфликт с рабочими Торгового порта и Судоремонтного завода, но были остановлены прибывшими солдатами, которые открыли по нападавшим огонь на поражение[101].
  - 12 марта из Владивостока начальником политотдела Дудоровым была отправлена правительственная телеграмма: «От имени моряков дальневосточников просим переименовать город Находка в город Сталиноморск, а залив Америка, на берегу которого стоит этот город, в залив Сталиноморский»[102].
- 1954 — Находку посетили члены Президиума ЦК КПСС, после чего было поручено принять меры «…чтобы город Находка действительно являлся окном нашей страны, обращённым к Азии и Америке»[103]. 
  - В апреле в Находке появилось местное радио[104].
- 1956 — 23 декабря представителям японского правительства были переданы 1025 последних японских амнистированных военнопленных[105].
- 1958 —  устроен парк у ДКСа[106].
  - Установлен памятный знак «Два якоря»[90].
  - В ноябре открыт Находкинский клуб интернациональной дружбы, который располагал библиотекой, кинозалом, баром и танцзалом[97].
- 1959 — учащимися находкинской средней школы № 16 было обнаружено древнее или средневековое поселение на сопке Скольдочка[107].

### 1960-е
- 1961 — установлены побратимские отношения с японским городом Майдзуру[108].
  - Открыта морская пассажирская линия Находка — Иокогама[яп.][109].
  - 27 апреля улица Московская переименована в Ленинскую[110].
- 1965 — в Находке была открыта Всесоюзная экспортно-импортная контора «Дальинторг»[111].
- 1966 — установлены побратимские отношения с японским городом Отару[108].
  - Открыта морская пассажирская линия Находка — Иокогама — Гонконг[112].
- 1968 — построена и открыта поликлиника для рыбаков, способная ежедневно принимать около 600 пациентов[113].
  - Начало работу Находкинское музыкальное училище[114].

### 1970-е
- 1970 — 16 октября: день основания литературного клуба «Элегия», когда под руководством директора библиотеки ПСРЗ Д. В. Усатой состоялась первая встреча любителей литературы[115].
- 1972 — 1 января образовано Приморское морское пароходство[116].
- 1974 — образован трест КПД-2, впоследствии преобразованный в промышленно-строительное объединение «Находкагражданстрой»[116].
  - Во время подготовки к приезду американского президента Дж. Форда в Приморский край советское правительство направило 20 млн рублей на улучшение дорог в Находке, тогда же были сожжены бывшие бараки концлагерей[117].
- 1975 — установлены побратимские отношения с американским городом Оклендом[108].
- 1976 — введён в строй завод КПД-80: жилищное строительство велось в Находке и Партизанске[118].
- 1977 — установлены побратимские отношения с японским городом Цуруга[108].
  - 3 июня, принято Постановление Совета Министров СССР № 467 «О мерах по развитию в 1978—1985 гг. городского хозяйства г. Находки». Документ определял масштабное строительство жилья, объектов благоустройства и инфраструктуры[119].
- 1979 — создан футбольный клуб «Океан»[120].

### 1980-е
- 1981 — в августе Находку посетил норвежский путешественник Тур Хейердал, который принял участие в Международном семинаре молодых исследователей по проблемам сотрудничества в бассейне Тихого океана, проходившем в Международном морском клубе. Он посетил городской музей, где оставил на память автограф: «Желаю растущему городу Находка стать известным на Земле центром мирной деятельности! С наилучшими пожеланиями Тур Хейердал. Находка. 24.08.1981.»[121]
- 1986 — 9 июня на территории Жестянобаночной фабрики произошёл пожар — самый крупный за всю историю Находки. Огонь вспыхнул на складе хранения картонной тары, и впоследствии охватил площадь более 2,5 тысяч м². В тушении пожара были задействованы подразделения из Партизанска, Владивостока, Артёма и Большого Камня. 4 человека, принимавшие участие в борьбе с огнём, погибли[122].
- 1987 — в июле Находкинский МЖК сдал в строй два первых дома[123].
- 1988 — в журнале «Дальний Восток» рассказывалось о существовании в Находке (портовом городе) проституции: «…Вчерашние школьницы… кто пешком, а кто на такси подкатывали прямо к трапу иностранного теплохода и тут же, чуть ли не хватая за руки, тянули за собой, расхватывали иностранцев, разбирали по домам»[124].
- 1989 — установлены побратимские отношения с американским городом Беллингхемом[108].

### 1990-е
- 1990 — в октябре на основании решения Верховного Совета РСФСР возникла свободная экономическая зона «Находка»[125].
- 1991 — установлены побратимские отношения с китайским городом Гирин[108].
- 1992 — в августе—ноябре[126] проведена массовая приватизация предприятий[127].
- 1993 — 16 апреля вице-президент А. В. Руцкой на заседании Верховного Совета он обвинил администрацию СЭЗ «Находка» в нарушении порядка приватизации предприятий, и, ссылаясь на выводы комиссии, сделал громкое заявление о собранных «12 чемоданах компромата»[128].
  - 14 июля в 00 часов 20 минут в Находке произошло землетрясение, в 1 час 30 минут была объявлена тревога о надвигающемся цунами: люди покидали свои дома и уходили на сопку Лебединую и другие возвышенности[129].
- 1995 — в январе появилась радиовещательная компания «Свободная Находка»[104]. 
  - 23 января появилось радио «Находка»[104].
- 1997 — в октябре арестован серийный убийца В. Кротов[130].
- 1998 — открыта торговая улица «Сюань-Юань», которая получила народное название «китайская стена»[131].
- 1999 — 22—29 августа в Находке проходила XVII встреча мэров 25 городов Сибири, Дальнего Востока и западного побережья Японии. На международной конференции обсуждались вопросы развития связей в области экономики, культуры, спорта, экологии[132].

## XXI век

### 2000-е
- 2001 — руководство Торгового порта во главе с гендиректором Гелием  Мясниковым продало «Евразхолдингу» около 60% акций порта за 10 млн долларов[133][134].
- 2002 — муниципальное Находкинское пассажирское автотранспортное предприятие № 1 стало коммерческим[91].
- 2007 — 18 мая открыта городская картинная галерея «Вернисаж»[135].
- 2008 — утрачена особо охраняемая природная территория рекреационного назначения «Юго-западное побережье залива Петра Великого» (созд. 1998)[136].
  - Между Находкой и Дзёэцу по дну моря был проложен волоконно-оптический кабель связи протяжённостью 900 км, соединивший Японию с Россией и Европой[137].
- 2009 — 21 июля на Находку обрушился тайфун, в результате которого выпала двухмесячная норма осадков, в городе на сутки был введён режим чрезвычайной ситуации[138].

### 2010-е
- 2013 — завершено строительство набережной речки Каменки, которое было начато в 2008 году[139].
  - 23 марта на митинге собралось около тысячи человек: сторонников и противников строительства ВНХК. Сторонники, составившие большинство, вышли с плакатами «НПЗ — в Находку! Противников — в топку»[140].
- 2016 — банкротство ПМП, флот из 9 танкеров продан за 215 млн долларов[141].
  - Первое обрушение берегозащитных сооружений набережной реки Каменки: сначала стенка из габиона наклонилась к руслу, а затем рухнула в воду (в 2017 и 2019 годах произошло ещё три обрушения)[142].
  - Закрыто генеральное консульство КНДР[143] — последнее из генеральных консульств, ранее располагавшихся в Находке[144].
- 2017 — в феврале пикет против открытой перевалки угля примерно из трёх тысяч человек в марлевых повязках с лозунгами «Остановите экологическую катастрофу!» и другими[145].
- 2018 — в мае митинг примерно из 150 человек с требованием запретить открытую перевалку угля. Пришедшие выразили «о несогласии с действиями угольных стивидоров, которые нарушают экологию»[146].

### 2020-е
- 2020 — 8 мая в Находке из-за высокой заболеваемости COVID-19 введён карантин: ограничен въезд и выезд из города, введена система контроля за жителями города[147].
  - 27 июня противники строительства завода минеральных удобрений в районе Козьмина более чем на час перекрыли автомобильное движение по Находкинскому проспекту[148].
  - 26 июля на площади Красных Партизан прошла акция протеста против строительства завода минеральных удобрений, на которой собралось 500—600 человек[149].
- 2021 — 20 ноября на площади Красных Партизан прошёл митинг против строительства завода минеральных удобрений[150].